# Lutherkirche (Wien)

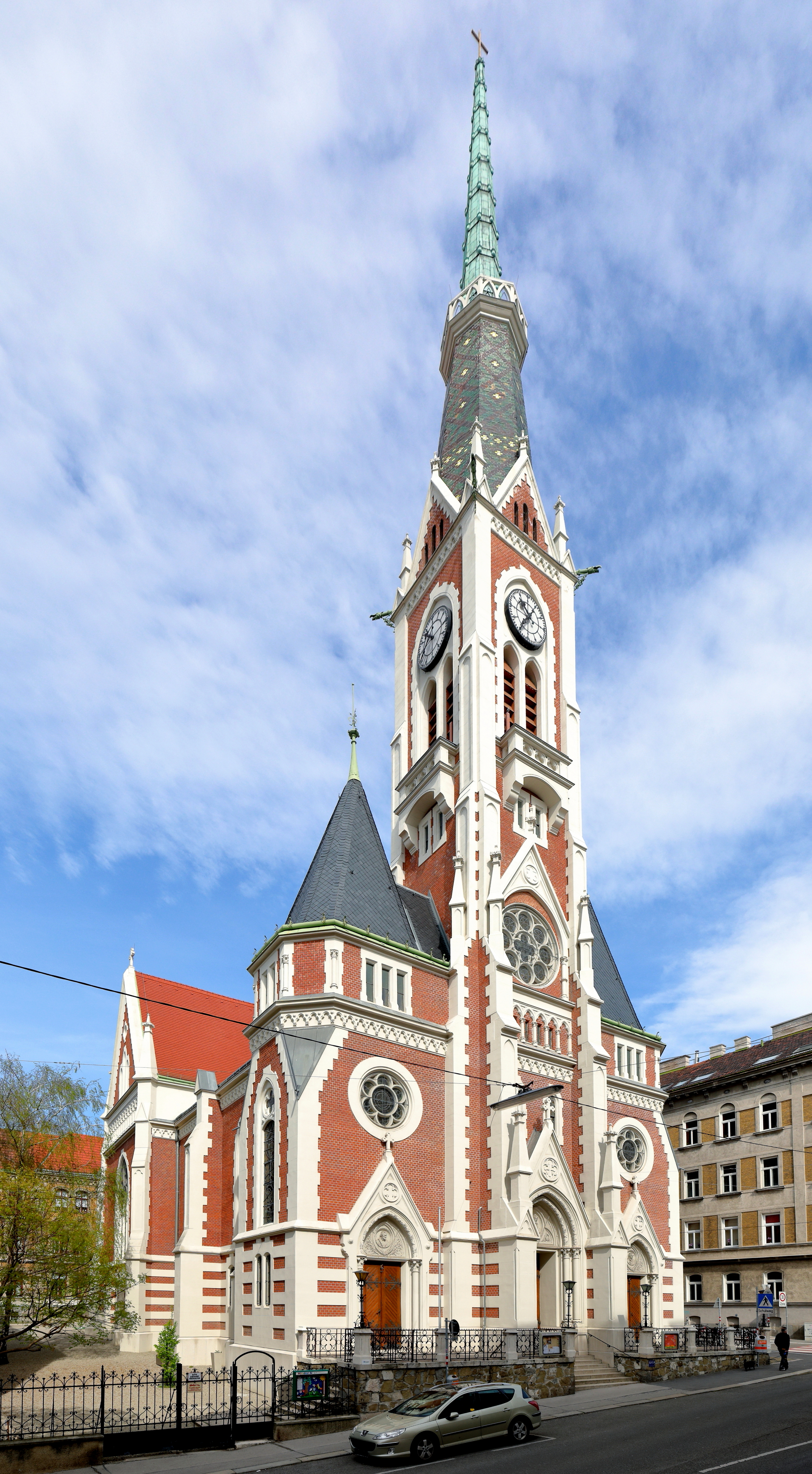
Lutherkirche

Die Lutherkirche ist ein evangelisch-lutherisches Kirchengebäude im 18. Wiener Gemeindebezirk Währing. Das neugotische, von 1896 bis 1898 als Kaiser-Franz-Joseph-Jubiläumskirche errichtete Bauwerk ist eines der ältesten und größten evangelischen Kirchengebäude in Wien.

## Lage und Architektur
Die Lutherkirche steht an der Martinstraße 25 am Ganserlberg im Bezirksteil Währing. Das freistehende Kirchengebäude wird im Süden und Westen vom L-förmigen Lutherhof umrahmt, der als Pfarrhof, Schule und Wohnhaus dient.
Die neugotische von den Architekten Theodor Bach und Ludwig Schöne entworfene Kirche besitzt an der Ostseite einen schlanken Kirchturm mit achteckigem Spitzhelm. Dessen Verkleidung aus Kupferblech stammt aus 1932/1933. An den Seiten befinden sich niedrige Treppentürme mit Kegeldächern. Die drei Portale an der Ostseite weisen Wimperge auf. Sie sind mit Büsten von Christus, Martin Luther und Philipp Melanchthon geschmückt. Der Grundriss der Lutherkirche folgt dem traditionellen Schema mit Langhaus, Querhaus und westlichem Chor. Beiderseits des Chors befinden sich niedrige Treppentürme, westlich davon schließt die Sakristei an. Neben dem vorherrschenden neugotischen Stil finden sich in der Lutherkirche vereinzelt auch neuromanische Elemente.
Im Inneren ist die Lutherkirche im neugotischen Stil ausgemalt. Insgesamt gibt es 767 Sitzplätze. Auf die Emporen führen große Treppen beiderseits der Vorhalle unter dem Hauptturm. Am Altar steht eine monumentale Figur Predigender Christus aus dem Ende des 19. Jahrhunderts. Die neugotischen Kirchenbänke, die Beleuchtungskörper und die beschlagenen Türen stammen ebenfalls noch aus der Bauzeit. Die Glasmalereien an der Rosette im Chor wurden 1945 geschaffen. Die Gestaltung der Maßwerk-Fenster im Langhaus erfolgte von 1951 bis 1953 durch den Glasmaler Franz Götzer, während die Glasmalereien in der Sakristei, in den Treppentürmen und an den unteren Fenstern im Langhaus von 1962 bis 1965 von Franz Déed geschaffen wurden. Der Bildhauer Gustinus Ambrosi entwarf 1963 den Schalldeckel der noch aus dem 19. Jahrhundert stammenden Holzkanzel sowie das Taufbecken und die Abendmahlbank. Das Kriegergedächtnisbild am Kriegerdenkmal ist ein Werk von Karl Alexander Wilke aus dem Jahr 1923. Die Orgel aus dem Jahr 1901 stammt von E. F. Walcker & Cie. und wurde 1968/1969 umgebaut.

## Geschichte

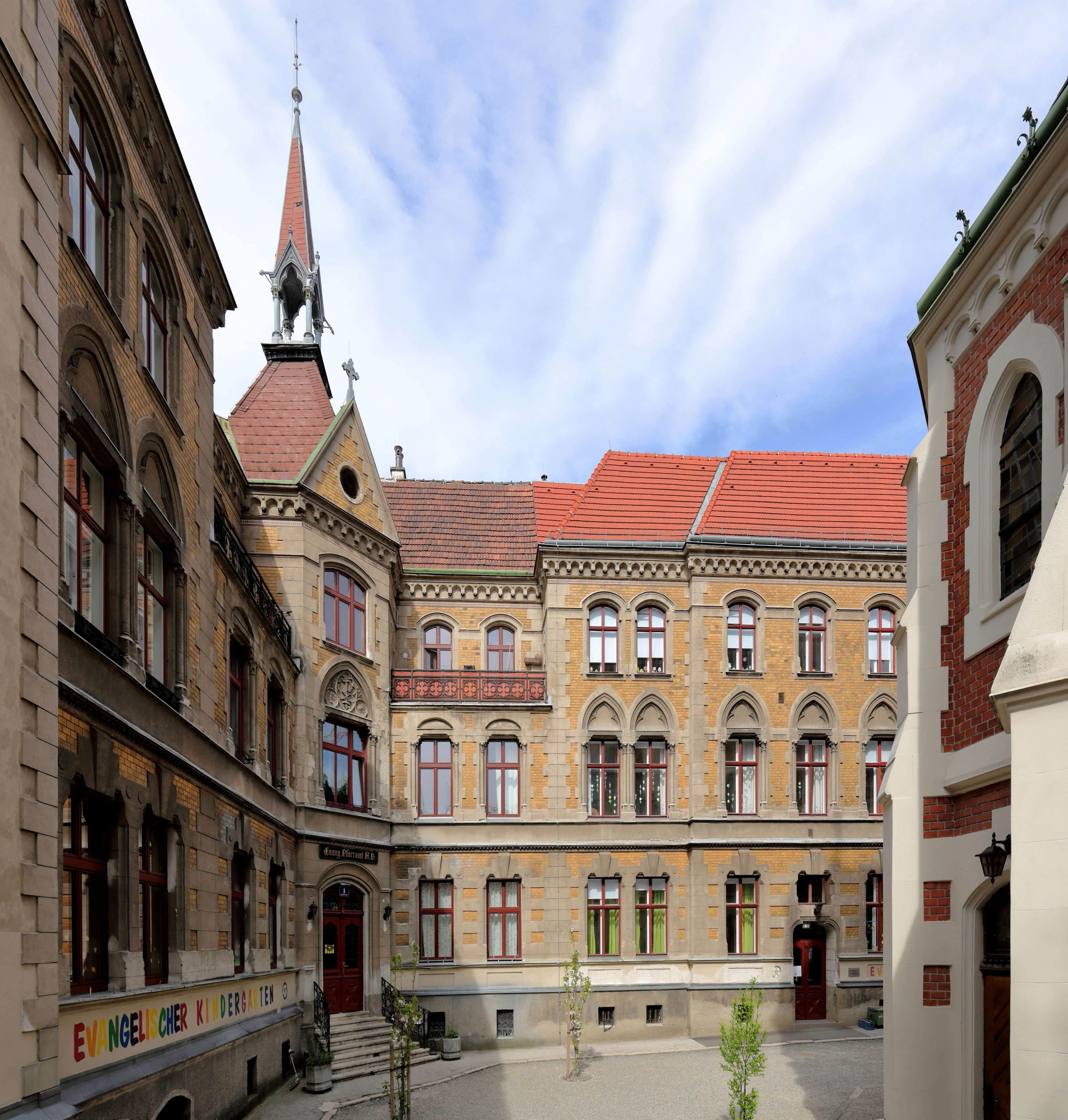
Lutherhof mit Eingang zum ehemaligen Pfarramt

Der neugotische Lutherhof wurde noch vor der Lutherkirche erbaut, nämlich 1894/1895. Er ist ebenfalls ein Werk der Architekten Theodor Bach und Ludwig Schöne. Die Lutherkirche selbst wurde von 1896 bis 1898 errichtet. Sie trug ursprünglich den Namen Kaiser-Franz-Joseph-Jubiläumskirche, nach dem fünfzigjährigen Regierungsjubiläum von Kaiser Franz Joseph I. Nach dem Zusammenbruch der Österreichisch-Ungarischen Monarchie im Jahr 1918 wurde sie in Lutherkirche umbenannt.
Die Lutherkirche ist das viertälteste lutherische Kirchengebäude Wiens, nach der Lutherischen Stadtkirche, der Gustav-Adolf-Kirche und der Christuskirche am Evangelischen Friedhof Matzleinsdorf. Sie ist außerdem die erste lutherische Kirche Wiens, die einen Kirchturm hatte, was für evangelische Kirchengebäude bis zum Protestantenpatent von 1861 verboten war.
Im Zweiten Weltkrieg wurde die Lutherkirche schwer von Fliegerbomben getroffen. Die große Kuppel der Kirche trug so große Schäden davon, dass Einsturzgefahr bestand. Die Dächer der Kirche wurden abgedeckt, sämtliche Fenster zerstört, die Türen herausgerissen und schwächere Wände wurden umgelegt. Erst im Jahr 1946 konnten provisorische Sicherungsvorkehrungen zum Schutz des Gebäudes getroffen werden. Bis zur 50-Jahr-Feier der Lutherkirche am 1. Advent 1948 konnte das Kirchengebäude innen wiederhergestellt und ausgemalt werden. Die Arbeiten an den schwereren Schäden sollten jedoch noch einige Jahre in Anspruch nehmen.
Auf einer Gedenktafel im Inneren der Kirche ist zu lesen:
„Dieses Gotteshaus wurde am 12. März 1945 in Folge der Kriegsereignisse durch Bombenwurf schwer beschädigt. Es konnte mit Gottes Hilfe und freiwilligen Gaben der eigenen Gemeinde und durch namhafte Spenden der Glaubensgenossen aus dem In- und Ausland in den Jahren 1946-1955 wiederhergestellt werden. ‚Wo der Herr nicht baut, so arbeiten umsonst, die daran bauen’, Psalm 127, 1. Gesetzt anlässlich der Jahresversammlung des Gustav-Adolf-Vereines in Österreich. Pfarrer Jakob Wolfer, Kirchenrat Prof. Dr. Egon Hajek, Kirchenvater Baumeister Kohutek, Kurator Kirchenrat Johann Wetjen, Altkurator Ing. Albin Hermann. Wien, am 17. September 1955.“
Seit 1949 ist die Lutherkirche im Besitz der Evangelischen Pfarrgemeinde A. B. Wien-Währing, die zur Superintendentur Wien gehört und für die lutherischen Evangelischen des 17. und 18. Wiener Gemeindebezirks zuständig ist. In den 1970er Jahren war der spätere Superintendent Paul Weiland Vikar in der Pfarrgemeinde. Von 2008 bis 2010 erfolgte eine Außenrenovierung der Lutherkirche.